# سردكوهستان (أيل غورك)
سردکوهستان (بالفارسية: سردکوهستان) هي قرية تقع في إيران في قسم أيل غورك الريفي (مقاطعة بوكان). يقدر عدد سكانها بـ 394 نسمة بحسب إحصاء 2016.